# Poinçon-lès-Larrey
Poinçon-lès-Larrey è un comune francese di 208 abitanti situato nel dipartimento della Côte-d'Or nella regione della Borgogna-Franca Contea.

## Società

### Evoluzione demografica
Abitanti censiti